# Tommy Docherty
Thomas "Tommy" Henderson Docherty (Glasgow, 24 april 1928 – 31 december 2020) was een Schots voetballer en voetbalcoach.

## Spelerscarrière
Docherty speelde bij de jeugd voor het Schotse Shettleston FC. Nadat hij tijdens zijn legerdienst voor het Brits militair elftal uitgekomen was, bood Celtic FC hem in 1947 een contract aan. Daar bleef hij tot november 1949, toen hij overstapte naar Preston North End. Daar zou hij negen jaar spelen, goed voor de titel in de Second Division in 1951 en een verloren FA Cup-finale tegen West Bromwich Albion in 1954. Docherty speelde nadien nog voor twee Londense clubs: Arsenal FC en Chelsea FC.

## Trainerscarrière

### Chelsea
Docherty kreeg in februari 1961 een job als speler-trainer aangeboden bij Chelsea FC, de club waar hij op dat moment actief was als speler. Hij werd als trainer de opvolger van Ted Drake, die de club in 1955 naar zijn eerste landstitel had geleid. Aangezien de degradatie naar de Second Division al vaststond bij de aanstelling van Docherty, gebruikte de Schot de rest van het seizoen om enkele structurele aanpassingen uit te voeren bij de club. Enkele oudere spelers werden verkocht, jonge spelers als Terry Venables, Peter Bonetti, Bobby Tambling en Barry Bridges kregen een kans. Docherty gebruikte de harde hand voor zijn jonge kern, wat meteen zijn vruchten opleverde: Chelsea keerde na één seizoen terug naar de First Division en eindigde daar in het volgende seizoen al meteen vijfde. In het seizoen 1964/65 had Chelsea zelfs lang uitzicht op de landstitel, maar in de vier laatste speeldagen gaf Chelsea haar leiderspositie alsnog uit handen. Chelsea won dat jaar wel de League Cup door in de finale Leicester City te verslaan.
Na enkele jaren gooide Docherty zijn selectiepolitiek om: terwijl hij bij zijn aantreden bewust had gekozen voor jonge spelers, trok hij later eerder de kaart van de meer ervaren spelers. De enige jongere die deze metamorfose overleefde was Peter Osgood. De nieuwe aanpak van Docherty leek aanvankelijk te werken, want in het seizoen 1966/67 was Chelsea als enige ploeg na tien speeldagen nog ongeslagen. Het tij keerde echter: de club eindigde uiteindelijk slechts als negende in de competitie en verloor de FA Cup-finale tegen Tottenham Hotspur. In oktober 1967 werd Docherty na meer dan zes jaar ontslagen bij Chelsea.

### Rotherham, QPR & Aston Villa
Kort na zijn ontslag bij Chelsea kon Docherty terecht bij Rotherham United, waarmee hij naar de Third Division degradeerde. Na een korte passage bij Queens Park Rangers werd hij in december 1968 aangesteld als trainer van Aston Villa. Docherty stond dertien maanden aan het roer van The Villans en werd in januari 1970 ontslagen toen de club zich in de kelder van de Second Division bevond. Aston Villa zou op het einde van het seizoen naar de Third Division zakken onder Docherty's opvolger Vic Crowe.

### FC Porto & Schotland
Docherty werd in februari 1970 aangesteld als trainer van FC Porto. In het seizoen 1969/70 parkeerde hij Porto, een seizoen daarvoor nog vicelandskampioen, op de negende plaats in de Primeira Liga. In zijn eerste volledige seizoen deed hij het met een derde plaats beter, maar toch vertrok hij in mei 1971. Docherty ging kort aan de slag bij Hull City als assistent van hoofdtrainer van Terry Neill, maar verliet de club al even gauw om in te springen bij Schotland. Docherty nam in september 1971 op interimbasis over, maar werd twee maanden later permanent aangesteld als bondscoach. Onder zijn leiding speelde Schotland twaalf interlands, waarvan het er zeven won en drie verloor. Hij slaagde er niet in om Schotland te plaatsen voor het EK 1972.

### Manchester United
In het najaar van 1972 verliet Docherty zijn baan als Schots bondscoach om bij Manchester United de opvolger te worden van trainer Frank O'Farrell. O'Farrell had in 1971 de loodzware opdracht gekregen om clublegende Matt Busby op succesvolle wijze op te volgen en was daar niet in geslaagd. Onder Docherty werden de resultaten er niet beter op. In het seizoen 1973/74 eindigde Manchester United zelfs voorlaatste, waardoor het naar de Second Division degradeerde. Docherty mocht echter aanblijven en leidde The Red Devils meteen weer naar de hoogste divisie. Beetje bij beetje ging het weer beter, en in 1977 won United onder Docherty de FA Cup. Docherty werd in juli 1977 ontslagen omdat hij een affaire had met de vrouw van een fysiotherapeut van de club. Deze onthulling leidde tot de echtscheiding met zijn eerste vrouw Agnes.

### Latere carrière
Docherty was later nog trainer van Derby County (First Division), Queens Park Rangers (Second Division), Preston North End (Third Division), Wolverhampton Wanderers (Second Division) en Altrincham FC (Conference). Hij was in Australië ook trainer van Sydney Olympic FC en South Melbourne FC.